# Іван від Хреста
Іван від Хреста, також відомий як Хуан де ла Крус (ісп. Juan de la Cruz; 24 червня 1542, Онтіверос, Іспанія — 14 грудня 1591, Убеда, Хаен, Іспанія), ім'я в миру Хуан де Єпес Альварес (ісп. Juan de Yepes Álvarez) — письменник і поет-містик, реформатор Ордену кармелітів, Учитель Церкви. Католицький святий, 

## Біографія й творчість
Хуан походив зі знатної, але збіднілої дворянської родини, що жила на околицях Авіли. Юнаком він поступив у госпіталь для догляду за хворими. Освіту він отримував у єзуїтській школі в містечку Медіна-дель-Кампо, куди перебралася його родина після смерті батька в пошуках засобів до існування.
В 1568 році вступив до Ордену кармелітів, отримав богословську освіту в Саламанці. Потім він став одним із засновників реформованого кармелітського монастиря Дуруело. У чернецтві прийняв ім'я Іван від Хреста.
В Ордені кармелітів у цей час ішли чвари, пов'язані з реформами ордену, які були ініційовані св. Терезою Авільською. Іван став прихильником реформ, що мали на меті повернення до початкових ідеалів кармелітів — строгості й аскетичності.
Діяльність Івана багатьом у монастирі прийшлася не до смаку, за наклепницькими доносами він був тричі притягненим до суду, багато місяців провів у в'язниці в тяжких умовах. Саме під час ув'язнення Іван почав писати свої прекрасні вірші, перейняті особливим містичним духом і релігійним трепетом. Його перу також належать такі прозаїчні трактати: «Сходження на гору Кармель», «Темна ніч душі», «Пісня духу», «Живе полум'я любові».
Помер св. Іван від Хреста в Убеді, в 1591 році. В 1726 році він був канонізований папою Бенедиктом XIII, в 1926 році папа Пій XI оголосив його Учителем Церкви. День пам'яті св. Івана від Хреста в Католицькій Церкві — 14 грудня.
Фундаментальний принцип богослов'я св. Івана полягає у твердженні, що Бог є все, а людина — ніщо. Отже, щоб досягти досконалого з'єднання з Богом, у чому й полягає святість, необхідно піддати інтенсивному й глибокому очищенню всі здібності й сили душі й тіла.
Ґрунтуючись на екстатичних баченнях святого, Сальвадор Далі намалював в 1950—1952 роках картину «Христос Святого Івана від Хреста»